# Nemanja Nikolić
Nemanja Nikolić, född 31 december 1987 i Senta, Jugoslavien (nuvarande Serbien), är en ungersk före detta fotbollsspelare. Han representerade under sin karriär Ungerns landslag.
Nikolić är född i Senta, Jugoslavien (nuvarande Serbien), och har en serbisk far och en ungersk mor. Han valde att representera Ungern i landslagssammanhang.